# Heilsbronn
Heilsbronn – miasto w Niemczech, w kraju związkowym Bawaria, w rejencji Środkowa Frankonia, w regionie Westmittelfranken, w powiecie Ansbach. Leży około 17 km na północny wschód od Ansbach, przy drodze B14 i linii kolejowej Norymberga – Crailsheim.

## Podział administracyjny
Miasto składa się z następujących części:
| - Betzendorf - Betzmannsdorf - Bonnhof - Bürglein - Böllingsdorf - Butze - Gottmannsdorf - Göddeldorf* Höfstetten | - Ketteldorf - Markttriebendorf - Müncherlbach - Neuhöflein - Seitendorf - Trachenhöfstatt - Triebendorf - Weiterndorf - Weißenbronn |

## Współpraca
Miejscowości partnerskie:
- Jößnitz – dzielnica Plauen, Saksonia
- Objat, Francja

## Osoby urodzone w Heilsbronnie
- Barbara Hedlerin, czarownica